# Vingt-quatrième district congressionnel du Texas
Le 24e district congressionnel du Texas de la Chambre des Représentants des États-Unis couvre une grande partie de la zone suburbaine entre Fort Worth et Dallas dans l'État du Texas et se concentre le long de la limite du Comté de Dallas-Tarrant.
La circonscription compte environ 529 000 électeurs potentiels (citoyens âgés de 18 ans et plus). Parmi eux, 57 % sont blancs, 16 % latinos, 14 % noirs et 10 % asiatiques. Les immigrants représentent 4 % des électeurs potentiels de la circonscription. Le revenu médian des ménages (avec un ou plusieurs électeurs potentiels) du district est d'environ 81 900 $, et 46 % d'entre eux sont titulaires d'un baccalauréat ou d'un diplôme supérieur.

## Historique de vote

### Résultats selon les précédents frontières (varie par année)
| Année | Poste     | Résultats              |
| ----- | --------- | ---------------------- |
| 2000  | Président | Bush 59,0 % – 38,0 %   |
| 2004  | Président | Bush 65,0 % – 35,0 %   |
| 2008  | Président | McCain 55,0 % – 44,0 % |
| 2012  | Président | Romney 60,0 % – 38,0 % |
| 2016  | Président | Trump 51,0 % – 45,0 %  |
| 2020  | Président | Biden 52,0 % – 47,0 %  |

### Résultats selon les frontières actuelles (depuis 2023)
| Année | Poste                 | Résultats               |
| ----- | --------------------- | ----------------------- |
| 2014  | Sénat                 | Cornyn 74,0 % - 26,0 %  |
| 2014  | Gouverneur            | Abbott 69,0 % - 31,0 %  |
| 2016  | Président             | Trump 59,0 % - 35,0 %   |
| 2018  | Sénat                 | Cruz 57,0 % - 42,0 %    |
| 2018  | Gouverneur            | Abbott 64,0 % - 34,0 %  |
| 2018  | Lieutenant-Gouverneur | Patrick 58,0 % - 39,0 % |
| 2018  | Procureur Générale    | Paxton 57,0 % - 41,0 %  |
| 2020  | Président             | Trump 55,0 % - 43,0 %   |
| 2020  | Sénat                 | Cornyn 59,0 % - 38,0 %  |
| 2022  | Gouverneur            | Abbott 58,0 % - 41,0 %  |
| 2022  | Lieutenant-Gouverneur | Patrick 55,0 % - 42,0 % |
| 2022  | Procureur Générale    | Paxton 55,0 % - 41,0 %  |

## Liste des Représentants du district
| Membre                             | Parti       | Années                          | Congrès     | Histoire électorale | Zone géographique                                       |
| ---------------------------------- | ----------- | ------------------------------- | ----------- | --- | ------------------------------------------------------- |
| District établit le 3 janvier 1973 |             |                                 |             | |                                                         |
| Dale Milford (en)                  | Démocrate   | 3 janvier 1973 - 3 janvier 1979 | 93e - 95e   | Élu en 1972. Réélu en 1974. Réélu en 1976. Perd sa renomination. | 1973–1975                                               |
| Dale Milford (en)                  | Démocrate   | 3 janvier 1973 - 3 janvier 1979 | 93e - 95e   | Élu en 1972. Réélu en 1974. Réélu en 1976. Perd sa renomination. | 1975–1983                                               |
| Martin Frost (en)                  | Démocrate   | 3 janvier 1979 - 3 janvier 2005 | 96e - 108e  | Élu en 1978. Réélu en 1980. Réélu en 1982. Réélu en 1984. Réélu en 1986. Réélu en 1988. Réélu en 1990. Réélu en 1992. Réélu en 1994. Réélu en 1996. Réélu en 1998. Réélu en 2000. Réélu en 2002. Redécoupage vers le 32e district et perd sa réélection. |                                                         |
| Martin Frost (en)                  | Démocrate   | 3 janvier 1979 - 3 janvier 2005 | 96e - 108e  | Élu en 1978. Réélu en 1980. Réélu en 1982. Réélu en 1984. Réélu en 1986. Réélu en 1988. Réélu en 1990. Réélu en 1992. Réélu en 1994. Réélu en 1996. Réélu en 1998. Réélu en 2000. Réélu en 2002. Redécoupage vers le 32e district et perd sa réélection. | 1983–1985                                               |
| Martin Frost (en)                  | Démocrate   | 3 janvier 1979 - 3 janvier 2005 | 96e - 108e  | Élu en 1978. Réélu en 1980. Réélu en 1982. Réélu en 1984. Réélu en 1986. Réélu en 1988. Réélu en 1990. Réélu en 1992. Réélu en 1994. Réélu en 1996. Réélu en 1998. Réélu en 2000. Réélu en 2002. Redécoupage vers le 32e district et perd sa réélection. | 1985–1993                                               |
| Martin Frost (en)                  | Démocrate   | 3 janvier 1979 - 3 janvier 2005 | 96e - 108e  | Élu en 1978. Réélu en 1980. Réélu en 1982. Réélu en 1984. Réélu en 1986. Réélu en 1988. Réélu en 1990. Réélu en 1992. Réélu en 1994. Réélu en 1996. Réélu en 1998. Réélu en 2000. Réélu en 2002. Redécoupage vers le 32e district et perd sa réélection. | 1993–1997 Navarro ; parties de Dallas, Ellis et Tarrant |
| Martin Frost (en)                  | Démocrate   | 3 janvier 1979 - 3 janvier 2005 | 96e - 108e  | Élu en 1978. Réélu en 1980. Réélu en 1982. Réélu en 1984. Réélu en 1986. Réélu en 1988. Réélu en 1990. Réélu en 1992. Réélu en 1994. Réélu en 1996. Réélu en 1998. Réélu en 2000. Réélu en 2002. Redécoupage vers le 32e district et perd sa réélection. | 1997–2003 Navarro ; parties de Dallas, Ellis et Tarrant |
| Martin Frost (en)                  | Démocrate   | 3 janvier 1979 - 3 janvier 2005 | 96e - 108e  | Élu en 1978. Réélu en 1980. Réélu en 1982. Réélu en 1984. Réélu en 1986. Réélu en 1988. Réélu en 1990. Réélu en 1992. Réélu en 1994. Réélu en 1996. Réélu en 1998. Réélu en 2000. Réélu en 2002. Redécoupage vers le 32e district et perd sa réélection. | 2003–2005 Parties de Dallas et Tarrant                  |
| Kenny Marchant                     | Républicain | 3 janvier 2005 - 3 janvier 2021 | 109e - 116e | Élu en 2004. Réélu en 2006. Réélu en 2008. Réélu en 2010. Réélu en 2012. Réélu en 2014. Réélu en 2016. Réélu en 2018. Retrait. | 2005–2013 Parties de Dallas, Denton et Tarrant          |
| Kenny Marchant                     | Républicain | 3 janvier 2005 - 3 janvier 2021 | 109e - 116e | Élu en 2004. Réélu en 2006. Réélu en 2008. Réélu en 2010. Réélu en 2012. Réélu en 2014. Réélu en 2016. Réélu en 2018. Retrait. | 2013–2023 Parties de Dallas, Denton et Tarrant          |
| Beth Van Duyne                     | Républicain | 3 janvier 2021 - Présent        | 117e , 118e | Élue en 2020. Réélue en 2022. Réélue en 2024. |                                                         |
| Beth Van Duyne                     | Républicain | 3 janvier 2021 - Présent        | 117e , 118e | Élue en 2020. Réélue en 2022. Réélue en 2024. | 2023–present Parties de Dallas et Tarrant               |

## Résultats des récentes élections
Voici les résultats des dix précédents cycles électoraux dans le district

### 2004
| Élection de 2004 du 24e district congressionnel du Texas | Élection de 2004 du 24e district congressionnel du Texas | Élection de 2004 du 24e district congressionnel du Texas | Élection de 2004 du 24e district congressionnel du Texas | Élection de 2004 du 24e district congressionnel du Texas |
| -------------------------------------------------------- | -------------------------------------------------------- | -------------------------------------------------------- | -------------------------------------------------------- | -------------------------------------------------------- |
| Parti                                                    | Parti                                                    | Candidat                                                 | Votes                                                    | %                                                        |
|                                                          | Républicain                                              | Kenny Marchant                                           | 154 435                                                  | 64,0                                                     |
|                                                          | Démocrate                                                | Gary Page                                                | 82 599                                                   | 34,2                                                     |
|                                                          | Libertarien                                              | James Lawrence                                           | 4340                                                     | 1,8                                                      |
| Total des votes                                          | Total des votes                                          | Total des votes                                          | 241 374                                                  | 100 %                                                    |
|                                                          | Les Républicains prennent aux Démocrates                 |                                                          |                                                          |                                                          |

### 2006
| Élection de 2006 du 24e district congressionnel du Texas | Élection de 2006 du 24e district congressionnel du Texas | Élection de 2006 du 24e district congressionnel du Texas | Élection de 2006 du 24e district congressionnel du Texas | Élection de 2006 du 24e district congressionnel du Texas |
| -------------------------------------------------------- | -------------------------------------------------------- | -------------------------------------------------------- | -------------------------------------------------------- | -------------------------------------------------------- |
| Parti                                                    | Parti                                                    | Candidat                                                 | Votes                                                    | %                                                        |
|                                                          | Républicain                                              | Kenny Marchant (sortant)                                 | 83 835                                                   | 59,8                                                     |
|                                                          | Démocrate                                                | Gary Page                                                | 52 075                                                   | 37,2                                                     |
|                                                          | Libertarien                                              | Mark Frohman                                             | 4228                                                     | 3,0                                                      |
| Total des votes                                          | Total des votes                                          | Total des votes                                          | 140 138                                                  | 100 %                                                    |
|                                                          | Les Républicains conservent                              |                                                          |                                                          |                                                          |

### 2008
| Élection de 2008 du 24e district congressionnel du Texas | Élection de 2008 du 24e district congressionnel du Texas | Élection de 2008 du 24e district congressionnel du Texas | Élection de 2008 du 24e district congressionnel du Texas | Élection de 2008 du 24e district congressionnel du Texas |
| -------------------------------------------------------- | -------------------------------------------------------- | -------------------------------------------------------- | -------------------------------------------------------- | -------------------------------------------------------- |
| Parti                                                    | Parti                                                    | Candidat                                                 | Votes                                                    | %                                                        |
|                                                          | Républicain                                              | Kenny Marchant (sortant)                                 | 151 434                                                  | 56,0                                                     |
|                                                          | Démocrate                                                | Tom Love                                                 | 111 089                                                  | 41,1                                                     |
|                                                          | Libertarien                                              | David Casey                                              | 7972                                                     | 2,9                                                      |
| Total des votes                                          | Total des votes                                          | Total des votes                                          | 270 495                                                  | 100 %                                                    |
|                                                          | Les Républicains conservent                              |                                                          |                                                          |                                                          |

### 2010
| Élection de 2010 du 24e district congressionnel du Texas | Élection de 2010 du 24e district congressionnel du Texas | Élection de 2010 du 24e district congressionnel du Texas | Élection de 2010 du 24e district congressionnel du Texas | Élection de 2010 du 24e district congressionnel du Texas |
| -------------------------------------------------------- | -------------------------------------------------------- | -------------------------------------------------------- | -------------------------------------------------------- | -------------------------------------------------------- |
| Parti                                                    | Parti                                                    | Candidat                                                 | Votes                                                    | %                                                        |
|                                                          | Républicain                                              | Kenny Marchant (sortant)                                 | 100 078                                                  | 81,6                                                     |
|                                                          | Libertarien                                              | David Sparks                                             | 22 609                                                   | 18,4                                                     |
| Total des votes                                          | Total des votes                                          | Total des votes                                          | 122 687                                                  | 100 %                                                    |
|                                                          | Les Républicains conservent                              |                                                          |                                                          |                                                          |

### 2012
| Élection de 2012 du 24e district congressionnel du Texas | Élection de 2012 du 24e district congressionnel du Texas | Élection de 2012 du 24e district congressionnel du Texas | Élection de 2012 du 24e district congressionnel du Texas | Élection de 2012 du 24e district congressionnel du Texas |
| -------------------------------------------------------- | -------------------------------------------------------- | -------------------------------------------------------- | -------------------------------------------------------- | -------------------------------------------------------- |
| Parti                                                    | Parti                                                    | Candidat                                                 | Votes                                                    | %                                                        |
|                                                          | Républicain                                              | Kenny Marchant (sortant)                                 | 148 586                                                  | 61,0                                                     |
|                                                          | Démocrate                                                | Tim Rusk                                                 | 87 645                                                   | 36,0                                                     |
|                                                          | Libertarien                                              | John Stathas                                             | 7258                                                     | 3,0                                                      |
| Total des votes                                          | Total des votes                                          | Total des votes                                          | 243 489                                                  | 100 %                                                    |
|                                                          | Les Républicains conservent                              |                                                          |                                                          |                                                          |

### 2014
| Élection de 2014 du 24e district congressionnel du Texas | Élection de 2014 du 24e district congressionnel du Texas | Élection de 2014 du 24e district congressionnel du Texas | Élection de 2014 du 24e district congressionnel du Texas | Élection de 2014 du 24e district congressionnel du Texas |
| -------------------------------------------------------- | -------------------------------------------------------- | -------------------------------------------------------- | -------------------------------------------------------- | -------------------------------------------------------- |
| Parti                                                    | Parti                                                    | Candidat                                                 | Votes                                                    | %                                                        |
|                                                          | Républicain                                              | Kenny Marchant (sortant)                                 | 93 712                                                   | 65,0                                                     |
|                                                          | Démocrate                                                | Patrick McGehearty                                       | 46 548                                                   | 32,3                                                     |
|                                                          | Libertarien                                              | Mike Kolls                                               | 3813                                                     | 2,6                                                      |
| Total des votes                                          | Total des votes                                          | Total des votes                                          | 144 073                                                  | 100 %                                                    |
|                                                          | Les Républicains conservent                              |                                                          |                                                          |                                                          |

### 2016
| Élection de 2016 du 24e district congressionnel du Texas | Élection de 2016 du 24e district congressionnel du Texas | Élection de 2016 du 24e district congressionnel du Texas | Élection de 2016 du 24e district congressionnel du Texas | Élection de 2016 du 24e district congressionnel du Texas |
| -------------------------------------------------------- | -------------------------------------------------------- | -------------------------------------------------------- | -------------------------------------------------------- | -------------------------------------------------------- |
| Parti                                                    | Parti                                                    | Candidat                                                 | Votes                                                    | %                                                        |
|                                                          | Républicain                                              | Kenny Marchant (sortant)                                 | 154 845                                                  | 56,2                                                     |
|                                                          | Démocrate                                                | Jan McDowell                                             | 108 389                                                  | 39,3                                                     |
|                                                          | Libertarien                                              | Mike Kolls                                               | 8625                                                     | 3,1                                                      |
|                                                          | Vert                                                     | Kevin McCormick                                          | 3776                                                     | 1,4                                                      |
| Total des votes                                          | Total des votes                                          | Total des votes                                          | 275 635                                                  | 100 %                                                    |
|                                                          | Les Républicains conservent                              |                                                          |                                                          |                                                          |

### 2018
| Élection de 2018 du 24e district congressionnel du Texas | Élection de 2018 du 24e district congressionnel du Texas | Élection de 2018 du 24e district congressionnel du Texas | Élection de 2018 du 24e district congressionnel du Texas | Élection de 2018 du 24e district congressionnel du Texas |
| -------------------------------------------------------- | -------------------------------------------------------- | -------------------------------------------------------- | -------------------------------------------------------- | -------------------------------------------------------- |
| Parti                                                    | Parti                                                    | Candidat                                                 | Votes                                                    | %                                                        |
|                                                          | Républicain                                              | Kenny Marchant (sortant)                                 | 133 317                                                  | 50,6                                                     |
|                                                          | Démocrate                                                | Jan McDowell                                             | 125 231                                                  | 47,5                                                     |
|                                                          | Libertarien                                              | Mike Kolls                                               | 4870                                                     | 1,8                                                      |
| Total des votes                                          | Total des votes                                          | Total des votes                                          | 263 418                                                  | 100 %                                                    |
|                                                          | Les Républicains conservent                              |                                                          |                                                          |                                                          |

### 2020
| Élection de 2020 du 24e district congressionnel du Texas | Élection de 2020 du 24e district congressionnel du Texas | Élection de 2020 du 24e district congressionnel du Texas | Élection de 2020 du 24e district congressionnel du Texas | Élection de 2020 du 24e district congressionnel du Texas |
| -------------------------------------------------------- | -------------------------------------------------------- | -------------------------------------------------------- | -------------------------------------------------------- | -------------------------------------------------------- |
| Parti                                                    | Parti                                                    | Candidat                                                 | Votes                                                    | %                                                        |
|                                                          | Républicain                                              | Beth Van Duyne                                           | 167 910                                                  | 48,8                                                     |
|                                                          | Démocrate                                                | Candace Valenzuela                                       | 163 326                                                  | 47,5                                                     |
|                                                          | Libertarien                                              | Darren Hamilton                                          | 5647                                                     | 1,6                                                      |
|                                                          | Indépendant                                              | Steve Kuzmich                                            | 4229                                                     | 1,2                                                      |
|                                                          | Indépendant                                              | Mark Bauer                                               | 2909                                                     | 0,8                                                      |
| Total des votes                                          | Total des votes                                          | Total des votes                                          | 344 021                                                  | 100 %                                                    |
|                                                          | Les Républicains conservent                              |                                                          |                                                          |                                                          |

### 2022
| Primaire Républicaine de 2022 du 24e district congressionnel du Texas | Primaire Républicaine de 2022 du 24e district congressionnel du Texas | Primaire Républicaine de 2022 du 24e district congressionnel du Texas | Primaire Républicaine de 2022 du 24e district congressionnel du Texas | Primaire Républicaine de 2022 du 24e district congressionnel du Texas |
| --------------------------------------------------------------------- | --------------------------------------------------------------------- | --------------------------------------------------------------------- | --------------------------------------------------------------------- | --------------------------------------------------------------------- |
| Parti                                                                 | Parti                                                                 | Candidat                                                              | Votes                                                                 | %                                                                     |
|                                                                       | Républicain                                                           | Beth Van Duyne (sortante)                                             | 61 768                                                                | 85,0                                                                  |
|                                                                       | Républicain                                                           | Nate Weymouth                                                         | 10 868                                                                | 15,0                                                                  |

| Primaire Démocrate de 2022 du 24e district congressionnel du Texas | Primaire Démocrate de 2022 du 24e district congressionnel du Texas | Primaire Démocrate de 2022 du 24e district congressionnel du Texas | Primaire Démocrate de 2022 du 24e district congressionnel du Texas | Primaire Démocrate de 2022 du 24e district congressionnel du Texas |
| ------------------------------------------------------------------ | ------------------------------------------------------------------ | ------------------------------------------------------------------ | ------------------------------------------------------------------ | ------------------------------------------------------------------ |
| Parti                                                              | Parti                                                              | Candidat                                                           | Votes                                                              | %                                                                  |
|                                                                    | Démocrate                                                          | Jan McDowell                                                       | 11 467                                                             | 39,3                                                               |
|                                                                    | Démocrate                                                          | Derrik Gay                                                         | 9571                                                               | 32,8                                                               |
|                                                                    | Démocrate                                                          | Kathy Fragnoli                                                     | 8139                                                               | 27,9                                                               |

| Second Tour de la Primaire Démocrate de 2022 du 24e district congressionnel du Texas | Second Tour de la Primaire Démocrate de 2022 du 24e district congressionnel du Texas | Second Tour de la Primaire Démocrate de 2022 du 24e district congressionnel du Texas | Second Tour de la Primaire Démocrate de 2022 du 24e district congressionnel du Texas | Second Tour de la Primaire Démocrate de 2022 du 24e district congressionnel du Texas |
| ------------------------------------------------------------------------------------ | ------------------------------------------------------------------------------------ | ------------------------------------------------------------------------------------ | ------------------------------------------------------------------------------------ | ------------------------------------------------------------------------------------ |
| Parti                                                                                | Parti                                                                                | Candidat                                                                             | Votes                                                                                | %                                                                                    |
|                                                                                      | Démocrate                                                                            | Jan McDowell                                                                         | 7118                                                                                 | 51,2                                                                                 |
|                                                                                      | Démocrate                                                                            | Derrik Gay                                                                           | 6788                                                                                 | 48,8                                                                                 |

| Élection de 2022 du 24e district congressionnel du Texas | Élection de 2022 du 24e district congressionnel du Texas | Élection de 2022 du 24e district congressionnel du Texas | Élection de 2022 du 24e district congressionnel du Texas | Élection de 2022 du 24e district congressionnel du Texas |
| -------------------------------------------------------- | -------------------------------------------------------- | -------------------------------------------------------- | -------------------------------------------------------- | -------------------------------------------------------- |
| Parti                                                    | Parti                                                    | Candidat                                                 | Votes                                                    | %                                                        |
|                                                          | Républicain                                              | Beth Van Duyne (sortante)                                | 177 947                                                  | 59,7                                                     |
|                                                          | Démocrate                                                | Jan McDowell                                             | 119 878                                                  | 40,3                                                     |
| Total des votes                                          | Total des votes                                          | Total des votes                                          | 297 825                                                  | 100 %                                                    |
|                                                          | Les Républicains conservent                              |                                                          |                                                          |                                                          |

### 2024
| Primaire Républicaine de 2024 du 24e district congressionnel du Texas | Primaire Républicaine de 2024 du 24e district congressionnel du Texas | Primaire Républicaine de 2024 du 24e district congressionnel du Texas | Primaire Républicaine de 2024 du 24e district congressionnel du Texas | Primaire Républicaine de 2024 du 24e district congressionnel du Texas |
| --------------------------------------------------------------------- | --------------------------------------------------------------------- | --------------------------------------------------------------------- | --------------------------------------------------------------------- | --------------------------------------------------------------------- |
| Parti                                                                 | Parti                                                                 | Candidat                                                              | Votes                                                                 | %                                                                     |
|                                                                       | Républicain                                                           | Beth Van Duyne (sortante)                                             | 75 982                                                                | 100%                                                                  |

| Primaire Démocrate de 2024 du 24e district congressionnel du Texas | Primaire Démocrate de 2024 du 24e district congressionnel du Texas | Primaire Démocrate de 2024 du 24e district congressionnel du Texas | Primaire Démocrate de 2024 du 24e district congressionnel du Texas | Primaire Démocrate de 2024 du 24e district congressionnel du Texas |
| ------------------------------------------------------------------ | ------------------------------------------------------------------ | ------------------------------------------------------------------ | ------------------------------------------------------------------ | ------------------------------------------------------------------ |
| Parti                                                              | Parti                                                              | Candidat                                                           | Votes                                                              | %                                                                  |
|                                                                    | Démocrate                                                          | Sam Eppler                                                         | 17 451                                                             | 58,6                                                               |
|                                                                    | Démocrate                                                          | Francine Ly                                                        | 12 314                                                             | 41,4                                                               |

| Élection de 2024 du 24e district congressionnel du Texas | Élection de 2024 du 24e district congressionnel du Texas | Élection de 2024 du 24e district congressionnel du Texas | Élection de 2024 du 24e district congressionnel du Texas | Élection de 2024 du 24e district congressionnel du Texas |
| -------------------------------------------------------- | -------------------------------------------------------- | -------------------------------------------------------- | -------------------------------------------------------- | -------------------------------------------------------- |
| Parti                                                    | Parti                                                    | Candidat                                                 | Votes                                                    | %                                                        |
|                                                          | Républicain                                              | Beth Van Duyne (sortante)                                | 227 108                                                  | 60,30                                                    |
|                                                          | Démocrate                                                | Sam Eppler                                               | 149 518                                                  | 39,70                                                    |
| Total des votes                                          | Total des votes                                          | Total des votes                                          | 376 626                                                  | 100 %                                                    |
|                                                          |                                                          |                                                          |                                                          |                                                          |